# Eupithecia assimilata
Eupitecia assimilata es una polilla perteneciente a la familia Geometridae. La especie fue descrita por primera vez por Henry Doubleday en 1856. Se encuentra distribuido en las regiones Neárticas y Paleárticas. Es una polilla muy extendida en Europa. 

## Descripción
Esta especie es bastante similar al E. absinthiata, con el color de fondo de las alas anteriores que varía de marrón grisáceo a marrón rojizo y un triángulo de puntos negros cerca del borde frontal, pero puede reconocerse por sus alas más anchas y una mancha blanca más prominente cerca del tornus. La línea ondulada clara cerca del borde se divide en puntos blancos, de los cuales el punto en la esquina interior es particularmente prominente y a veces se duplica. La mancha central negra clara es alargada. Las alas traseras son ligeramente más claras que las anteriores. A menudo hay una pequeña mancha blanca en el ángulo anal.
Se distingue fácilmente de la E. absinthiata por sus alas anteriores algo más anchas, siendo la envergadura de 17 a 22 milímetros (0,7 a 0,9 plg). Tiene además un color más profundo, marca discal más grande, manchas subterminales más fuertemente desarrolladas, especialmente la posterior, alas traseras más oscuras, con un punto o mancha blanca cerca del ángulo anal, y especialmente por las franjas manchadas. Por su parte, E. grisescens de Rusia Central y Asia Central, es más pequeño y mucho más mezclado con gris. El huevo tiene un color blanco brillante y una superficie lisa. Las larvas son verdosas en primavera, rojizas o parduscas a finales del verano y muestran manchas angulares de color marrón rojizo muy claras en el dorso. El color corresponde al estado de la hoja o del fruto de la planta alimenticia. La pupa de color marrón amarillento tiene vainas de alas verdes y está equipada con dos cerdas de gancho fuertes y seis delgadas en el cremaster.
Las orugas son verdosas en primavera, rojizas o parduscas a finales del verano y muestran manchas angulares de color marrón rojizo muy claras en el lomo. El color corresponde al estado de las hojas o del fruto de la planta forrajera. La pupa de color marrón amarillento tiene vainas de alas verdes y está equipada con dos cerdas fuertes y seis delgadas en forma de gancho en el cremaster.

## Ciclo de vida
Cada año se producen dos nidadas con adultos volando en mayo y junio y nuevamente de julio a septiembre según la ubicación. Los huevos puestos en junio dan lugar a orugas de rápido desarrollo, de ahí la aparición de imagos en julio-agosto. Los huevos puestos en agosto dan lugar a orugas que se convertirán en crisálidas en el suelo en octubre para emerger en abril-mayo.
La oruga, como su nombre indica, se alimenta de grosella, especialmente en América del Norte. A veces chupan las flores de saúco o especies de fresno. También aparecen sobre fuentes de luz artificial. Las orugas se alimentan inicialmente de las hojas del lúpulo común y más adelante en su ciclo vital también de las flores y frutos. Las pupas de segunda generación hibernan.
Las mariposas están activas al anochecer y por la noche y vuelan en dos generaciones desde finales de abril hasta finales de junio y de julio a septiembre. 

## Distribución
Su presencia se extiende hacia el este hasta el Cercano Oriente, los montes Urales, la región del Ussuri y hasta la isla de Sajalín en Rusia. En los Pirineos y los Alpes alcanza altitudes de 1.500 y 1.800 metros respectivamente. Otra área de distribución es América del Norte. La especie prefiere los bordes de bosques húmedos, los setos sombreados y las zonas ribereñas.